# مانوئل بوناکه
مانوئل بوناکه (انگلیسی: Manuel Bonaque؛ زادهٔ ۹ مهٔ ۱۹۹۱) بازیکن فوتبال اهل اسپانیا است.
از باشگاه‌هایی که در آن بازی کرده‌است می‌توان به باشگاه فوتبال رکریتیوو اوئلوا اشاره کرد.